# 정우람
정우람(鄭宇藍, 1985년 6월 1일 ~ )은 전 KBO 리그 한화 이글스의 투수이자, 현 KBO 리그 한화 이글스의 잔류군 투수코치이다.

## 선수 시절

### 아마추어 시절
2001년 경남상업고등학교 1학년 때부터 각종 대회에 참가했다.

### SK 와이번스시절
2004년 2차 2라운드 지명을 받아 계약금 8,500만원, 연봉 2,000만원의 조건으로 입단했다.

#### 2004년~2008년
입단 후 첫 시즌의 대부분을 2군에서 보냈다. 1군에는 2경기에 등판했다. 2005년에 중간 계투로 등판했다. 59경기에 등판해 1점대 평균자책점, 13홀드를 기록했다. 2008년에는 팀의 불펜진의 중요 일원으로 자리매김했다. 85경기에 출전해 2점대 평균자책점, 25홀드로 홀드 1위를 차지하며 팀의 우승에 기여했다.

#### 2010년~2012년
2010년에 중간 계투로 75경기에 등판해 102이닝을 던지며 전 세계의 프로 야구 리그에서 선발 투수를 제외하고 가장 많은 경기와 이닝에 등판했다. 2011년에는 팀 내에서 가장 많은 64경기에 등판해 94.1이닝을 던졌고 4승, 7세이브, 25홀드, 1점대 평균자책점으로 단 한 번의 패전도 기록하지 않았다. 25홀드를 기록하며 홀드 1위를 차지했다. 2012년 6월 7일 두산 베어스전에서 역대 최연소 500경기 출장을 달성했다. 2012년 시즌 후 입대해 상근 예비역으로 복무했다.

#### 2015년
복귀 후 셋업 맨과 마무리 투수 역할을 잘 수행했고, WBSC 프리미어 12 대회에 출전했다.

### 한화 이글스시절
2015년 11월 30일 4년 총액 84억원의 조건으로 FA 계약을 체결하며 이적했다. 그의 보상 선수로는 조영우가 지명됐다.

#### 2016년 시즌
4월에는 좋은 모습을 보였으나 5월 27일에 교통 사고를 당하며 부진이 시작됐다. 전반기가 끝날 때 즈음 블론 세이브를 6개나 기록하며 리그 최다 블론 세이브를 기록했다.

#### 2017년 시즌
56경기에 등판해 59이닝 6승 4패, 26세이브, 2점대 평균자책점, 조정방어율 ERA+ 187.0, 볼삼비 4.11, 이닝당 탈삼진 11.90, Swar 2.87로 2016년 시즌보다 나아진 모습을 보였다.

#### 2018년 시즌
5월에 월간 최다 세이브에 하나 부족한 11세이브를 올리는 등 시즌 초반 엄청난 활약을 보여줬으나 여름이 되며 갑자기 무너졌다. 그러나 35세이브를 올리며 세이브 1위를 차지했다.

#### 2019년 시즌
57경기에 등판해 4승 3패, 26세이브, 1점대 평균자책점을 기록했다. 시즌 후 FA 자격을 취득해 4년 총액 39억원에 잔류했다.

#### 2020년 시즌
시즌 50경기에 등판해 3승 5패, 16세이브, 4점대 평균자책점을 기록했다.

## 별명
- 데뷔 무렵에 볼을 많이 던져 '볼우람'이라고 불렸다.
- 부상을 잘 당하지 않아 '고무팔'이라고 불린다.
- 머리숱이 적어 '대머리'라고 불린다.

## 출신 학교
- 하단초등학교
- 부산 대동중학교
- 경남상업고등학교

## 주요 기록
- 한국 프로 야구 최초 기록

| 기록                      | 날짜        | 소속 | 구장 | 상대팀 | 상대 타자 | 경기 결과 | 경기수 | 달성 당시 나이  | 기타                                                    | 각주  |
| ------------------------- | ----------- | ---- | ---- | ------ | --------- | --------- | ------ | --------------- | ------------------------------------------------------- | ----- |
| 최연소/ 최소 경기 100홀드 | 2011. 5. 18 | SK   | 문학 | 롯데   |           | 2 - 4 승  | 430    | 25세 11개월 7일 | 역대 2번째 종전 : 류택현(LG) 37세 8개월 13일 / 777경기  | [ 4 ] |
| 최연소 500경기 출장       | 2012. 6. 7  | SK   | 잠실 | 두산   |           | 2 - 1 승  | 500    | 27세 6일        | 역대 1번째 종전 : 이혜천(두산) 27세 1개월 7일 / 500경기 | [ 5 ] |

## 통산 기록
| 연도 | 팀명   | 평균자책점 | 경기 | 완투 | 완봉 | 승 | 패 | 세  | 홀  | 승률  | 타자 | 이닝 | 피안타 | 피홈런 | 볼넷 | 사구 | 탈삼진 | 실점 | 자책점 |
| ---- | ------ | ---------- | ---- | ---- | ---- | -- | -- | --- | --- | ----- | ---- | ---- | ------ | ------ | ---- | ---- | ------ | ---- | ------ |
| 2004 | SK     | 6.75       | 2    | 0    | 0    | 0  | 0  | 0   | 0   | -     | 12   | 2⅔   | 3      | 0      | 2    | 0    | 0      | 2    | 2      |
| 2005 | SK     | 1.69       | 59   | 0    | 0    | 3  | 1  | 1   | 13  | 0.750 | 165  | 42⅔  | 28     | 3      | 17   | 1    | 32     | 11   | 8      |
| 2006 | SK     | 4.24       | 82   | 0    | 0    | 3  | 3  | 0   | 20  | 0.500 | 195  | 46⅔  | 36     | 5      | 27   | 1    | 47     | 23   | 22     |
| 2007 | SK     | 4.28       | 45   | 0    | 0    | 0  | 1  | 0   | 14  | 0.000 | 126  | 27⅓  | 25     | 5      | 21   | 0    | 22     | 13   | 13     |
| 2008 | SK     | 2.09       | 85   | 0    | 0    | 9  | 2  | 5   | 25  | 0.818 | 314  | 77⅔  | 49     | 4      | 32   | 6    | 64     | 24   | 18     |
| 2009 | SK     | 3.38       | 62   | 0    | 0    | 1  | 1  | 1   | 2   | 0.500 | 248  | 56   | 56     | 5      | 29   | 3    | 46     | 23   | 21     |
| 2010 | SK     | 3.53       | 75   | 0    | 0    | 8  | 4  | 2   | 18  | 0.667 | 428  | 102  | 80     | 7      | 44   | 4    | 111    | 41   | 40     |
| 2011 | SK     | 1.81       | 68   | 0    | 0    | 4  | 0  | 7   | 25  | 1.000 | 358  | 94⅓  | 61     | 3      | 23   | 2    | 68     | 21   | 19     |
| 2012 | SK     | 2.20       | 53   | 0    | 0    | 2  | 4  | 30  | 0   | 0.333 | 193  | 49   | 33     | 0      | 9    | 4    | 55     | 12   | 12     |
| 2015 | SK     | 3.21       | 69   | 0    | 0    | 7  | 5  | 16  | 11  | 0.583 | 287  | 70   | 52     | 3      | 28   | 1    | 90     | 25   | 25     |
| 2016 | 한화   | 3.33       | 61   | 0    | 0    | 8  | 5  | 16  | 1   | 0.615 | 331  | 81   | 64     | 7      | 26   | 4    | 85     | 33   | 30     |
| 2017 | 한화   | 2.75       | 56   | 0    | 0    | 6  | 4  | 26  | 0   | 0.600 | 247  | 59   | 47     | 5      | 19   | 4    | 78     | 20   | 18     |
| 2018 | 한화   | 3.40       | 55   | 0    | 0    | 5  | 3  | 35  | 0   | 0.625 | 220  | 53   | 49     | 6      | 13   | 1    | 56     | 22   | 20     |
| 2019 | 한화   | 1.54       | 57   | 0    | 0    | 4  | 3  | 26  | 0   | 0.571 | 237  | 58⅓  | 57     | 4      | 16   | 1    | 48     | 11   | 10     |
| 2020 | 한화   | 4.80       | 50   | 0    | 0    | 3  | 5  | 16  | 0   | 0.375 | 230  | 54⅓  | 58     | 4      | 12   | 5    | 53     | 29   | 29     |
| 2021 | 한화   | 5.64       | 50   | 0    | 0    | 1  | 4  | 15  | 1   | 0.200 | 198  | 44⅔  | 47     | 5      | 20   | 5    | 32     | 29   | 28     |
| 2022 | 한화   | 2.95       | 23   | 0    | 0    | 0  | 1  | 1   | 7   | 0.000 | 84   | 18⅓  | 23     | 1      | 6    | 0    | 20     | 8    | 6      |
| 2023 | 한화   | 5.36       | 52   | 0    | 0    | 0  | 1  | 0   | 8   | 0.000 | 183  | 40⅓  | 45     | 3      | 17   | 2    | 30     | 24   | 24     |
| 통산 | 18시즌 | 3.18       | 1004 | 0    | 0    | 64 | 67 | 197 | 145 | 0.577 | 4057 | 977⅓ | 813    | 70     | 360  | 46   | 937    | 371  | 345    |

- 빨간 글씨는 한국 프로야구 역사상 최고 기록
- 굵은 글씨는 해당 시즌 최고 기록